# RazakSAT
RazakSAT（ラザクサット）は2009年に打ち上げられたマレーシアの地球観測衛星。衛星の名称は計画当初MACSATとされたが、第2代のマレーシア首相トゥン・アブドゥル・ラザクに因んで改名された。

## 概要
マレーシアの地球観測衛星としてはTiungSAT-1（2000年）に続く2番目の衛星である。マレーシアの国営宇宙企業ATSB(Astronautic Technology Sdn Bhd)と韓国の衛星製造企業SaTReCi社が2001年より共同で開発した。衛星バスは6角柱の形状をしたSaTReCi社製のSI-200で重量約190kg。打ち上げ後に3枚の太陽電池パネルを展開する。可視光と近赤外線の光学センサを搭載し赤道を中心とした低緯度の画像を撮影する。取得した衛星画像はマレーシア政府により農林業、環境調査、災害監視、国土計画・地図製作などに役立てられる。
当初は2007年にスペースX社が製造したファルコン1の4号機で打ち上げられる予定であったが、同型ロケットの打ち上げが相次いで失敗したことから延期を余儀なくされた。2009年マレーシア空軍の輸送機によってロナルド・レーガン弾道ミサイル防衛試験場（クェゼリン環礁のオメレク島射場）に運ばれ、7月14日ファルコン1ロケット5号機の打ち上げによって軌道投入に成功。ファルコン1はこれによりはじめて実用衛星の軌道投入に成功した。RazakSATはマレーシアの全領域をカバーするにあたり最適と判断された傾斜角9度の近赤道軌道(NEqO)に投入され、1日に地球を14周する。後継機であるRazakSAT-2の製造も進められており、2015年の打ち上げが計画されている。

## 観測機器
- MAC (Medium-sized Aperture Camera)

マルチバンドイメージャ。可視光から近赤外線に亘るマルチスペクトルの4バンド（波長450～890nm、解像度2.5m）およびパンクロマティックバンド（波長510～730nm、解像度5m）の撮影を行い観測幅は20km。集光部には口径30cmのリッチー・クレチアン反射望遠鏡を使用。撮像部にはCCDを5列に配置し、取得した帯状の走査イメージを合成処理するプッシュブルームイメージャ方式を採用している。